# 다자와코역
다자와코역(일본어: 田沢湖駅, たざわこえき 다자와코에키[*])은 일본 아키타현 센보쿠시에 있는 철도역으로 아키타 신칸센과 다자와코 선이 지난다.

## 타는 곳
| 1 | ■ 아키타 신칸센 | (하행) | 오마가리・아키타 방면       |
| 1 | ■ 다자와코 선   | (하행) | 가쿠노다테・오마가리 방면   |
| 2 | ■ 아키타 신칸센 | (상행) | 모리오카・센다이・도쿄 방면 |
| 2 | ■ 다자와코 선   | (상행) | 모리오카 방면               |
| 3 | ■ 다자와코 선   | (하행) | 가쿠노다테・오마가리 방면   |
| 3 | ■ 다자와코 선   | (상행) | 모리오카 방면               |

## 역 주변
- 국도 제46호선
- 국도 제341호선
- 다자와호
- 뉴토온센쿄 (乳頭温泉郷)
- 다마가와온센 (玉川温泉)